# Steinhaus, Schweiz
Steinhaus (walsertyska: Steihüs) är en ort i kommunen Ernen i kantonen Valais, Schweiz. Orten var före den 1 oktober 2004 en egen kommun, men inkorporerades då tillsammans med Ausserbinn och Mühlebach in i kommunen Ernen.